# Lauenbrück
Lauenbrück es un municipio situado en el distrito de Rotemburgo del Wümme, en el estado federado de Baja Sajonia (Alemania). Su población estimada a finales de 2016 era de 2234 habitantes.
Se encuentra ubicado a poca distancia al este de la ciudad de Bremen, y al oeste de Hamburgo.